# Оброчное (село, Ичалковский район)
Обро́чное — село, административный центр Оброчинского сельского поселения в Ичалковском районе Мордовии. Село известно как малая родина предков Патриарха Кирилла. 

## География
Расположено на реке Инсар, в 8 км от районного центра — села Кемля— и в 1 км от железнодорожной станции Оброчное Горьковской железной дороги.

## История
Название связано со словом оброк. В «Списке населённых мест Нижегородской губернии» (1863) Оброчное (Троицкое) — село владельческое Лукояновского уезда; имелись церковь, завод.
Село славилось изготовлением сундуков. В 1900 году был пущен в эксплуатацию спиртзавод (в 1957—1976 годах на его территории размещался мясокомбинат «Оброченский»). Был образован колхоз «1 Мая», с 1997 года — СХПК. В современном Оброчном — государственный племенной конный завод «Мордовский» (с 1931 года), мясокомбинат «Оброченский» (1957); средняя школа с краеведческим музеем, Дом культуры, 2 медпункта, 2 магазина, отделение связи. 

## Население
| 1863 | 1897 | 1931 | 2001  | 2002  | 2010  |
| ---- | ---- | ---- | ----- | ----- | ----- |
| 1048 | ↘832 | ↘772 | ↗1279 | ↗1286 | ↘1183 |

В «Списке населённых мест Нижегородской губернии» (1863) — село из 141 двора (1048 человек). По Первой всеобщей переписи (1897) в селе проживали 832 человека. По «Спискам населённых мест Средне-Волжского края» (1931), в Оброчном было 159 дворов (772 человека). 
Население 1279 человек (2001), в основном русские. По данным Всероссийской переписи населения 2002 года, в селе проживали 1286 человек; преобладающая национальность — русские (78 %).

## Люди, связанные с Оброчным
Из села происходят предки Святейшего Патриарха Кирилла.
С Оброчным связаны жизнь и деятельность директора конезавода (1968—1981) И. А. Анцина, заслуженного механизатора МАССР А. Г. Дядюнова. Оброчное — родина генерал-лейтенанта А. В. Наумова. 

## Памятники и памятные места
Возле села — селище эпохи Средневековья. 